# Робинс, Вальтер
Франс Хуберт Эдуард Артур Вальтер Робинс (нем. Frans Hubert Edouard Arthur Walter Robyns или нем. Walter Robyns, 25 мая 1901 — 27 декабря 1986) — бельгийский ботаник.  

## Биография
Франс Хуберт Эдуард Артур Вальтер Робинс, известный также как Вальтер Робинс родился в Алсте 25 мая 1901 года.
После длительного пребывания в Королевских ботанических садах Кью, путешествия в Центральную Африку и таксономической работы над многими группами тропических африканских растений, Робинс стал директором Национального ботанического сада Бельгии (1932—1966). Он внёс значительный вклад в ботанику, описав множество видов растений.
Франс Хуберт Эдуард Артур Вальтер Робинс умер 27 декабря 1986 года.

## Научная деятельность
Франс Хуберт Эдуард Артур Вальтер Робинс специализировался на Мохообразных и на семенных растениях.

## Некоторые публикации
- 1929. Flore agrostologique du Congo Belge et du Ruanda-Urundi. Ed. Goemaere. 2 vols.: il. 54 planchas.
- 1931. Les espèces congolaises du genre Digitaria Haller Ed. G. van Campenhout. 52 pp. 6 planchas: il.
- 1932. Les espèces congolaises du genre Panicum L. Ed. Hayez. 66 pp. 5 planchas: il.
- 1936. Contribution à l'étude des formations herbeuses du district forestier central du Congo belge: essai de phytogéographie et de phytosociologie. Ed. G. van Campenhout. 151 pp. 15 planchas: il.
- Robyns, W; SH Lamb. 1939. Preliminary Ecological Survey of the Island of Hawaii'. Ed. Bulletin XV/3 du Jardin Botanique, Bruselas.
- Flore Des Spermatophytes Du Parc National Albert Vol. II. Sympétales. Ed. Institut des Parcs Nationaux du Congo Belge. 627 pp.
- 1948. Les Territoires Biogeographiques Du Parc National Albert. Ed. Klindts.
- 1958.  Flore Du Congo Belge Et Du Ruanda-Urundi. Spermatophytes. Ed. I.N.É.A.C. 67 pp.